# Cian

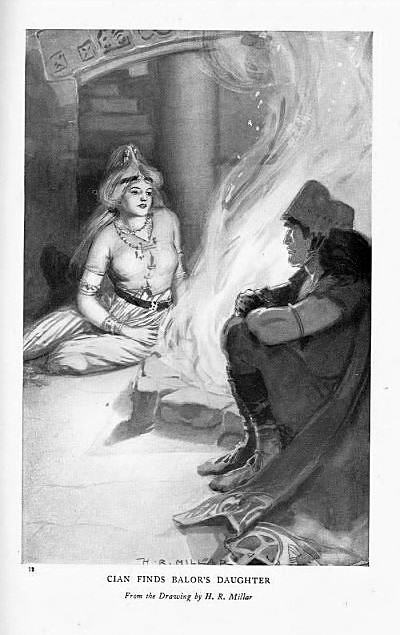
Cian verführt Ethniu

Cian [ciːən] (dt. „lang, andauernd“) mit dem Beinamen Mac Cainte ist eine Figur aus der keltischen Mythologie Irlands. Er gilt im Lebor Gabala Eirenn als der Sohn des Dian Cecht und Bruder Miachs und Goibnius. Durch Ethniu, die Tochter des Balor, ist er der Vater des göttlichen Heros Lugh.
Cian besaß eine magische Kuh, diese wurde von Balor gestohlen. Daraufhin drang er als Frau verkleidet in Balors Festung auf Tory Island ein und verführte Balors Tochter Ethniu, der prophezeit war, sie würde die Mutter desjenigen werden, dem es vorherbestimmt war, Balor zu töten. Als Balor das Kind dem Meer übergeben will, rettet Cian seinen Sohn mit Hilfe der Druidin Birog und übergibt ihn zur Pflege an Manannan, den Sohn Lirs, und Tailtiu, die Königin der Firbolgs. Später wird Cian, als er für Lugh, der inzwischen König der Tuatha de Danaan ist, einen Botenauftrag ausführt, von Brian, Iuchar und Iucharba von der verfeindeten Familie des Tuirenn erschlagen (siehe Aided Chlainne Tuirenn, „Der Tod der Kinder Tuirenns“). Die Erde weigert sich jedoch dreimal, seinen Leib aufzunehmen und nennt später seinem Sohn Lugh die Namen seiner Mörder. Dieser rächt daraufhin seinen Vater.
Cian ist eventuell mit dem walisischen Helden Gwydyon gleichzusetzen.